# Chenebier
Chenebier é uma comuna francesa na região administrativa de Borgonha-Franco-Condado, no departamento de Alto Sona. Estende-se por uma área de 9,05 km². Em 2010 a comuna tinha 708 habitantes (densidade: 78,2 hab./km²).